# 克萊斯勒大廈
克萊斯勒大廈（英語：Chrysler Building）是一座位於美国紐約市曼哈頓東中城社區的裝飾風藝術風格摩天大樓。建築位於42街與萊辛頓大道交會處，是世界上最高的磚造結構建築，內部則使用鋼骨結構支撐。它不僅是世界上第一座超高層摩天大樓，也是自1930年落成起，於當年成為世界最高建築，但僅保持11個月的紀錄。截至截至2025年，克萊斯勒大廈與紐約時報大廈並列為紐約市最高建築列表中的第12高建築。
克萊斯勒大廈最初是由房地產開發商、前紐約州參議員威廉·H·雷諾茲所提案，最終由沃爾特·克萊斯勒，即克萊斯勒公司的創辦人出資建造。這棟作為早期摩天大樓之一的建築，其建設過程與華爾街40號及帝國大廈展開一場「世界最高建築」的激烈競爭。雖然克萊斯勒大廈由沃爾特·克萊斯勒私人出資，並作為子女的房地產投資，但它並非克萊斯勒公司的總部（公司總部自1934年至1996年位於底特律的高地公園克萊斯勒廠）。該建築於1952年增建附屬樓，次年即由克萊斯勒家族出售，後來歷經多位業主轉手。
大廈落成初期，外界對其設計評價不一，有人認為其風格乏味、缺乏創新，也有人讚譽其現代感與標誌性。進入20世紀末至21世紀初，評論普遍視其為裝飾藝術建築風格的典範。2007年，美國建築師學會將其評選為美國最受喜愛的建築第九名。該建築的外觀與內部均於1978年被指定為紐約市地標，並於1976年列入美國國家史蹟名錄，成為國家歷史地標。

## 地點
克萊斯勒大廈位於美國紐約市曼哈頓中城莱辛顿大道東側，介於42街與43街之間。 此地塊於1902年捐贈給庫珀聯盟科學與藝術促進學院。 此基地大致呈梯形，在萊辛頓大道的臨街面長約201英尺（61），於42街的臨街長度為167英尺（51），而在43街則為205英尺（62）。
此地原本位於波士頓郵政路旁，該道路早於1811年委員會都市計畫所制定的曼哈頓街道網而存在，並與該網格系統呈對角斜交。因此，克萊斯勒大廈底座的東側亦呈對角傾斜狀。
該建築被分配有專屬郵遞區號10174。截至截至2019年，曼哈頓僅有41座建築擁有獨立郵遞區號。
紐約君悅酒店與格雷巴大廈位於萊辛頓大道對面，而索科尼－美孚大廈則位於42街對面。此外，查寧大廈則位於西南方，對角穿越萊辛頓大道與42街。

## 建築設計

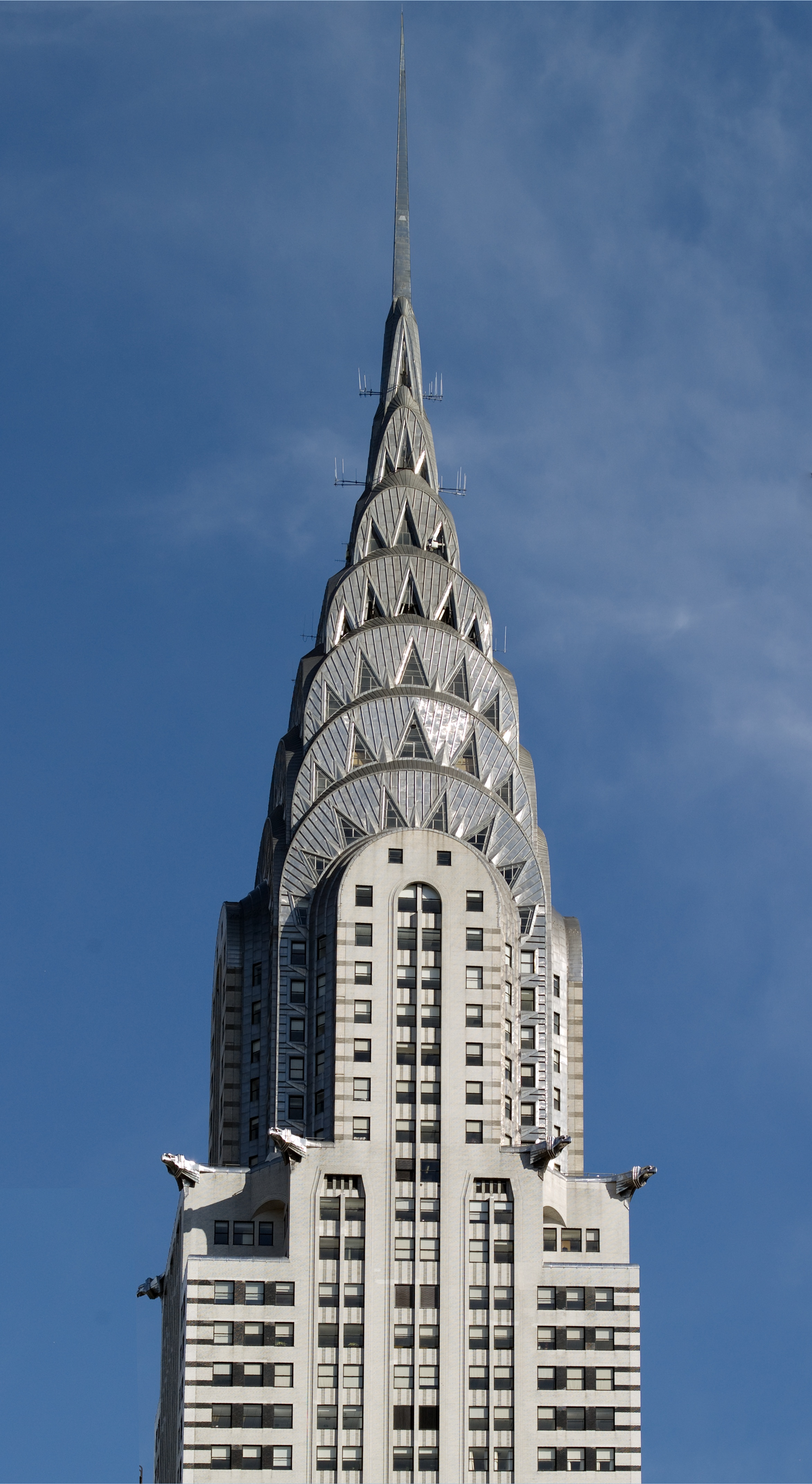
建築獨特的裝飾藝術風格塔冠與尖塔

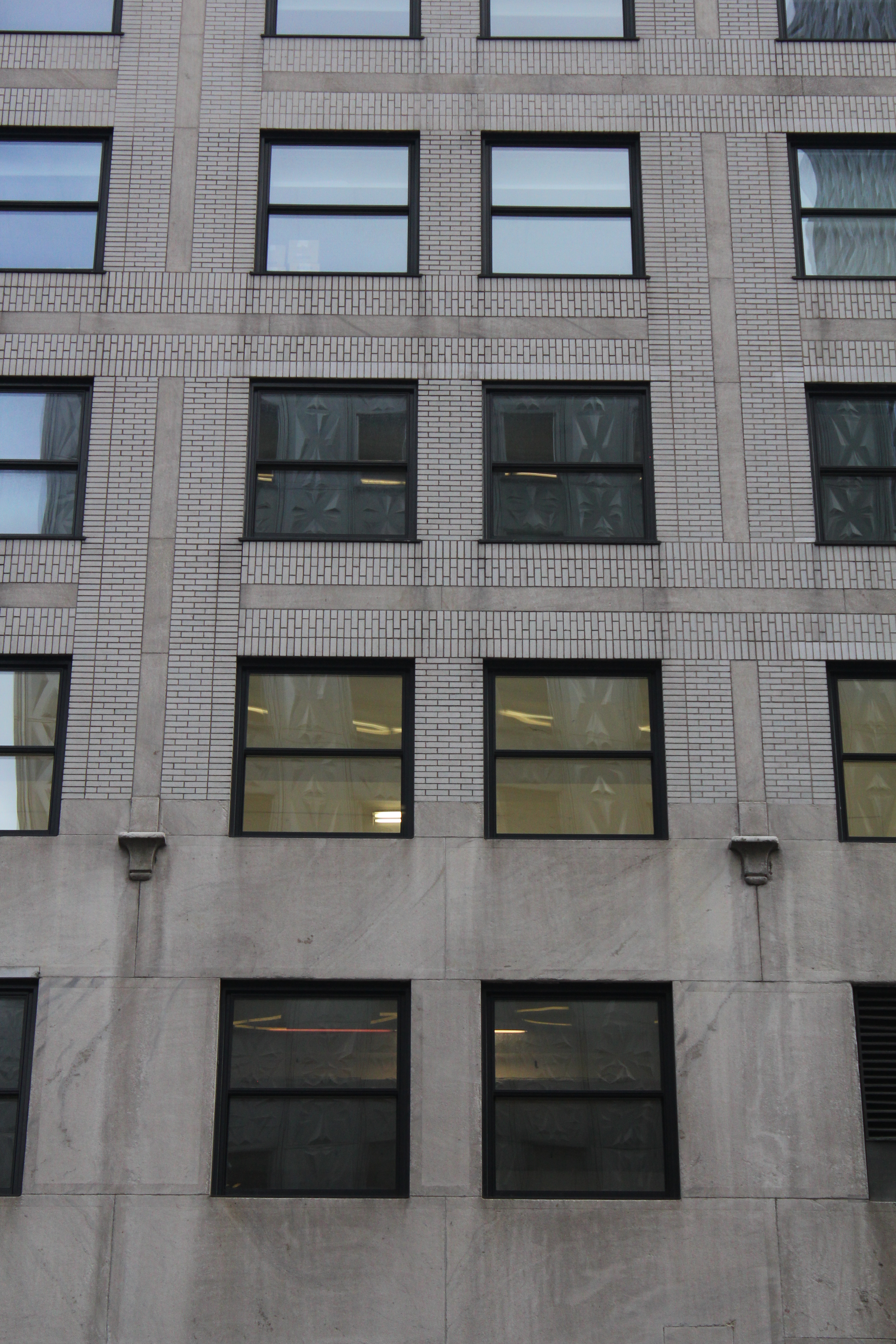
下層牆面以白磚覆蓋，搭配如同籃編圖案的白色大理石條帶

克萊斯勒大廈由威廉·范·阿倫以裝飾藝術風格設計，名稱源自最初租戶之一、汽車業高層沃爾特·克萊斯勒。大廈高1,046英尺（319），截至截至2019年，與紐約時報大廈並列為紐約市最高建築列表中第12高。
此建築採用鋼骨結構，外部以磚石牆體填充，多處覆蓋金屬裝飾面板，整體設有3,862扇外窗。 大樓五層樓高轉角處約有50個金屬裝飾突出物，形態令人聯想到哥德式大教堂上的滴水嘴兽。 第31樓設有滴水嘴獸及1929年克萊斯勒汽車散熱器蓋飾複製品，第61樓則飾以老鷹雕塑，象徵美國的國鳥。
克萊斯勒大廈大量運用明亮的「耐銹鋼」不鏽鋼作為設計特色，此材質由德國克虜伯公司開發，是一種奧氏體合金。這是美國建築中首次使用含18%鉻與8%鎳的「18–8不鏽鋼」。「Nirosta」材質廣泛用於建築外部裝飾、窗框、塔冠及尖頂。
不鏽鋼的應用是范·阿倫設計構想的核心。E.E.圖姆（E.E. Thum）對此解釋：「這種持久明亮的金屬材料，強調上升的線條及屋頂逐漸縮小的圓形結構，使整體造型層層升騰，最終仿若融入天空……」
不鏽鋼製造商曾以克萊斯勒大廈作為建築耐久性評估案例。1929年，美國材料與試驗協會成立檢查委員會，研究其表現，並將該大廈視為理想測試場地。該委員會每五年檢查一次金屬面板，直至1960年因板材幾乎未見劣化而終止檢測計畫。

### 形式
克萊斯勒大樓的高度與法律規定的退縮設計影響了范艾倫的設計構想。 最下方十六層的牆面直接從人行道邊界線垂直升起，僅一側設有凹入區域，使四樓以上樓層呈現U字型平面圖。 第16、18、23、28與31層設有退縮，符合1916年《區劃法案》規範。此設計使建築一側呈現如階梯金字塔般的外觀，另一側則宛如宮殿。 第31層至第60層之間則無退縮，建築結構隨後逐漸收束，形成馬爾他十字形狀， 作家與攝影師塞文·羅賓遜指出，此設計「將方形主體與頂飾巧妙融為一體」。
首十六層樓層平面被設計得盡可能寬敞，以提升接近地面層的出租空間，因其被視為最具吸引力的區域。四樓以上的U型凹槽則用以促進氣流與採光。第28至31層之間的區段為建築中段增添「視覺趣味，避免被下層厚重裝飾或上方頂飾醒目設計所掩蓋，亦為塔身柱體提供穩固基座，實現厚重下層與高聳塔身間的過渡」。

### 立面

#### 基座與塔身
一樓外牆採用來自沙斯頓（Shastone）的拋光黑色花崗岩，其上三層則以喬治亞州產的白色大理石包覆。主入口位於列星頓大道與42街，入口均為三層樓高，入口框架以沙斯頓花崗岩構成舞台口造型。各主入口內部稍深處設有旋轉門，「位於精緻圖案金屬與玻璃屏風之下」，體現裝飾藝術風格中強化入口視覺效果的設計原則。43街另設一處較小的一層樓高側門。 一樓設有店面，配備大型Nirosta不銹鋼框架窗戶。 辦公室窗戶則貫穿第二至第四層樓。
西、東立面在四樓以上設有通風井，北、南兩側則採用層層退縮設計。 第16層以下的立面覆以白色磚牆，並以白色大理石條帶點綴，排列方式類似籃編圖案。 內部磚牆背面覆有約1⁄16英寸（1.6）厚的防水灌漿混合層。 窗戶呈格狀排列，無窗台，框架與立面齊平。 第16至24層間，外牆形成垂直白磚柱，樓層間以鋁製間壁板隔開，構成窗列。第20至22層的間壁板上飾有抽象浮雕，24樓則裝飾有9-英尺（2.7-）高的鳳梨圖案。
第三層退縮（第24至27樓）以上的立面，以水平條帶與灰黑色磚塊交織成鋸齒狀圖案。第四層退縮（第27至31樓）則構成主塔身基座。 此區域點綴有Nirosta不銹鋼裝飾元素。 31樓各角設有大型車頭飾雕塑，藉此放大基座視覺比例，並矯正高樓水平條帶造成的「上層顯大」視覺錯覺。 該層還設有灰白相間的輪蓋與車翼浮雕飾帶，象徵克萊斯勒公司，並成為該建築裝飾藝術風格的重要視覺標誌。 頂飾裝飾為墨丘利的有翼帽造型，與當時克萊斯勒汽車使用的引擎蓋飾品相似。
塔身設計強調橫向與縱向元素：四面各設三列窗戶，窗戶由磚框包圍，每側中央另設一條貫穿全高的白色大理石柱。窗間間壁板為「灰白磚交替直條」，角落則鋪設黑磚水平列。

#### 尖塔與皇冠

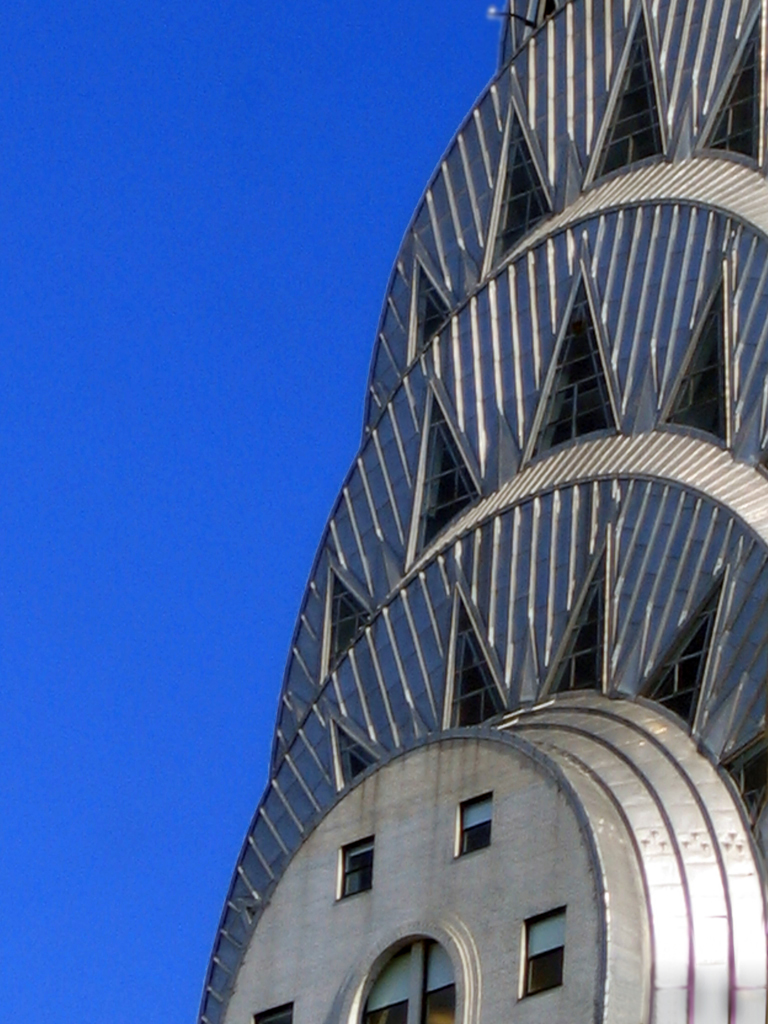
左側：建築尖頂上的裝飾藝術細節

克萊斯勒大廈最具辨識度的特徵，是其層疊的皇冠造型，作為主塔的延伸。 凡·阿倫設計的皇冠採用七層放射狀退縮的穹窿交叉拱結構，以十字形排列，呈現多層漸縮形式。整座皇冠外層以尼羅斯塔不鏽鋼包覆，並以放射狀的日光圖案裝飾，鋼板經過加肋與鉚接處理，上方點綴眾多三角形圓頂窗戶，形似車輪輻條。 這些窗戶在皇冠七層狹窄退縮段中以較小形式重複出現。
由於圓頂弧度複雜，尼羅斯塔鋼片必須在現場精密測量，因此大多數施工工作於大廈第67層與75層工坊中進行。 攝影師兼作家塞文·羅賓遜指出，皇冠「延續整棟建築層層堆疊如婚禮蛋糕的造型，此手法自第61層的老鷹雕像延伸自第31層，直至尖塔。尖塔進一步強化『愈高愈窄』的概念，最終達到無限高度與極致纖細的比例。這樣的設計令大樓充滿異世界的氛圍，宛如置身康尼島或遠東的奇幻建築。」
1938年，電視台WCBS-TV（第2頻道）首次從克萊斯勒大廈頂部進行訊號傳送。 1960年，WCBS-TV將發射設備遷至帝國大廈，以因應RCA於該處設立的競爭發射站。 多年來，WPAT-FM與WKTU亦曾從該建築發射節目，直至1970年代初搬遷至帝國大廈，克萊斯勒大廈作為商業廣播基地的歷史才畫下句點。
皇冠與尖塔現以多種照明設備照亮：包括包覆皇冠三角窗的螢光燈及依節日可變色的投光燈，營造多樣視覺效果。 此V形「管狀照明」裝設於120個窗框中，約有數百顆480V、40W燈泡。 雖然實際裝設於1981年，但設計早已納入最初藍圖。1998年前，燈光於凌晨2點熄滅，後經《紐約觀察家報》專欄作家朗·羅森鮑姆呼籲，Tishman Speyer公司將熄燈時間延長至早上6點。 自2015年起，克萊斯勒大廈與其他紐約高樓響應美國國家鳥類學會「熄燈計畫」，於候鳥遷徙季節關閉燈光以保護鳥類。

### 內部空間
大廈內部於建造時即具多項創新設計。辦公室之間設有隔音牆，並使用可更換模組以快速調整空間配置。電話與電線路均鋪設於地板下方的管道中。 最上層樓面為整棟大樓中最小者，每層面積約5,000平方英尺（460平方）。

#### 大廳
大廳採三角形平面設計，連接萊辛頓大道、第42街與第43街的入口。 進入2000年代後，大廳成為克萊斯勒大廈唯一對外開放的區域。 三個入口皆設有不鏽鋼製門扉， 上方嵌有蝕刻玻璃面板，能引入自然光照亮大廳。 地面鋪設來自西恩納的黃色石灰華帶狀石板，引導從入口通往電梯間的動線。 作家艾瑞克·納許（Eric Nash）形容大廳是裝飾藝術風格的典範，並明顯受表現主義建築影響。克萊斯勒希望此設計能令建築師及汽車業大亨印象深刻，因此不惜成本引入多種高級建材。
大廳牆面覆蓋大片非洲紅花崗岩。 牆面還設有由不鏽鋼製成的店面與門扇。 其中一面牆板為致敬工匠而設，描繪鉚釘工、測量員、泥匠、木匠、灰泥匠與建築工人等五十位人物，造型皆來自實際參與建築的工人。 1999年，該壁畫經修復恢復原貌，去除1970年代所加聚氨酯塗層並填補其後開鑿的孔洞。范艾倫原計畫於大廳設置四根大型支柱，惟克萊斯勒認為會使空間顯得「侷促」，遂將其取消。 大廳照明偏暗，配合燈具飾板營造親密氛圍，並強調空間層次感。 垂直螢光燈管被比利時藍大理石與墨西哥琥珀縞瑪瑙條帶包覆，讓光線柔和擴散。 大理石與縞瑪瑙飾帶呈現反向人字紋圖樣。
萊辛頓大道入口對面設有警衛台，頂部安裝數位時鐘。 警衛台後方牆面以大理石鋪設，四周鑲嵌不鏽鋼飾條。 大廳通往四組電梯區，每組設計風格各異。 警衛台北側與南側設有通往二樓與地下室的磨石子樓梯，梯面為大理石，扶手採用不鏽鋼材質。 雖然外牆為平面，但利用角度略異的大理石條覆面，營造出曲面錯覺。 每道樓梯內側扶手飾有鋸齒狀裝飾藝術風格圖案，通往底層時止於紅色大理石柱頭。樓梯上方設有鋁箔天花板與蝕刻玻璃吊燈。
天花板上懸掛一幅110乘67-英尺（34乘20-）的壁畫《運輸與人類的奮鬥》，由愛德華·特倫布爾設計。壁畫主題為「能量與人類運用能量解決問題的方式」，向航空黃金時代與機械時代致敬。 壁畫呈Y字形構圖，以赭色和金色色調繪製。1930年一份宣傳小冊子描述，壁畫中央描繪一位「肌肉發達的巨人，其大腦將無窮能量引導至機械時代的種種勝利」。壁畫展現了裝飾藝術風格典型特色，包括三角形、尖銳角度、微彎線條、鉻金屬裝飾及多種圖案。 壁畫描繪數架銀色飛機（包含聖路易精神號）、燃燒的鋼鐵爐，以及克萊斯勒大廈本身。
大廈啟用時，地下一層與二樓設有一個公開展示克萊斯勒汽車車輛的展廳。 該展廳稱為「克萊斯勒汽車沙龍」（Chrysler Automobile Salon），位於萊辛頓大道與42街轉角附近，並於1936年對外開放。
一樓設有「隱形玻璃」展示櫥窗，並有直徑51-英尺（16-）的旋轉展示台用於汽車展出，天花板上配置同心圓排列的燈光。
自動扶梯通往展廳二樓，展出普利茅斯（汽車）、道奇汽车與德索托（汽車）等車款。 克萊斯勒沙龍至少營運至1960年代。

#### 電梯
克萊斯勒大廈共設有32部電梯，分為四個電梯群組。 啟用時，其中28部為客用電梯。 每個電梯群分別服務不同樓層，其中部分為「快線」電梯，可自大廳直達中層平台；而「慢線」電梯則負責從中層平台通往高樓層。
根據華特·克萊斯勒的要求，這些電梯的設計速度達900英尺每分鐘（270每分鐘）， 儘管當時紐約市法規將電梯速度限制為700-英尺每分鐘（210-每分鐘）。 隨著帝國大廈於1931年啟用並配備高速電梯，這項限制隨後被放寬。 克萊斯勒大廈建成時擁有世界上最長的三座電梯井。
電梯由范·阿倫歷時一年、與L.T.M.羅斯頓合作設計而成，後者專責轎廂的機械構造。 電梯轎廂由奧的斯電梯公司製造， 電梯門則由泰勒公司打造。每部電梯尺寸為5.5英尺（1.7）深、8英尺（2.4）寬。
大廳中，電梯門上方嵌有金字塔形的墨西哥白玉面板。 電梯門以莲圖案為主題，融合金屬與木材元素。 據文森·柯爾喬（Vincent Curcio）描述，電梯門關閉時宛如「銀色拋物線中升起的曲線百合，由金屬棕櫚葉所包圍」，而打開時則呈現「一間精緻的裝飾藝術房間」。 此設計靈感源於古埃及艺术，正是裝飾藝術風格的典型來源之一。
雖然轎廂的木質圖樣僅有四種基本款式，但每部電梯內所使用的木材搭配均不相同。 柯爾喬表示：「若說整棟建築的靈感如同織物上的花紋，那電梯正是如此展現。」三種設計風格可歸納為幾何圖樣、墨西哥風格與略帶新藝術（Art Nouveau）風的圖紋，展現建築靈感的多樣性。每部電梯的天花板皆設有一塊獨一無二的金屬面板，面板下方隱藏風扇，並安裝於拋光木質裝飾上，木紋設計也各具特色。 柯爾喬讚譽這些電梯為「紐約最美麗的小型密閉空間之一，任何看過或乘坐過的人都無法忘懷」。 他進一步比喻其如同齊格菲歌舞秀舞台的幕布，大廳燈光則從中央最亮向兩側遞減。
此外，電梯裝飾也向克萊斯勒汽車公司致敬，其早期車款儀表板亦常採用木質裝飾。不論是電梯門還是轎廂內部，皆被視為極具藝術價值的鑲嵌木工技藝作品。

#### 地下室
在克萊斯勒大廈面對42街一側，設有一道樓梯，從街道可直接通往位於建築下方的紐約地鐵站點大中央－42街車站。這座出入口原本即為建築設計的一部分。
當時的營運業者洲際捷運公司曾試圖阻止該通道的建設，理由是可能造成擁擠， 但紐約市交通局仍決定推動此項連通道計畫。 最終，克萊斯勒公司自行出資興建了該出入口。 地下通道於1930年3月動工， 並於兩個月後隨大樓一同啟用。
此外，大廈地下室內設有一套「水處理瓶裝系統（hydrozone water bottling unit）」，可將自來水過濾為可飲用的瓶裝水，供大樓租戶使用。淨化後的水經瓶裝後，會送往各上層樓層。

#### 雲端會所

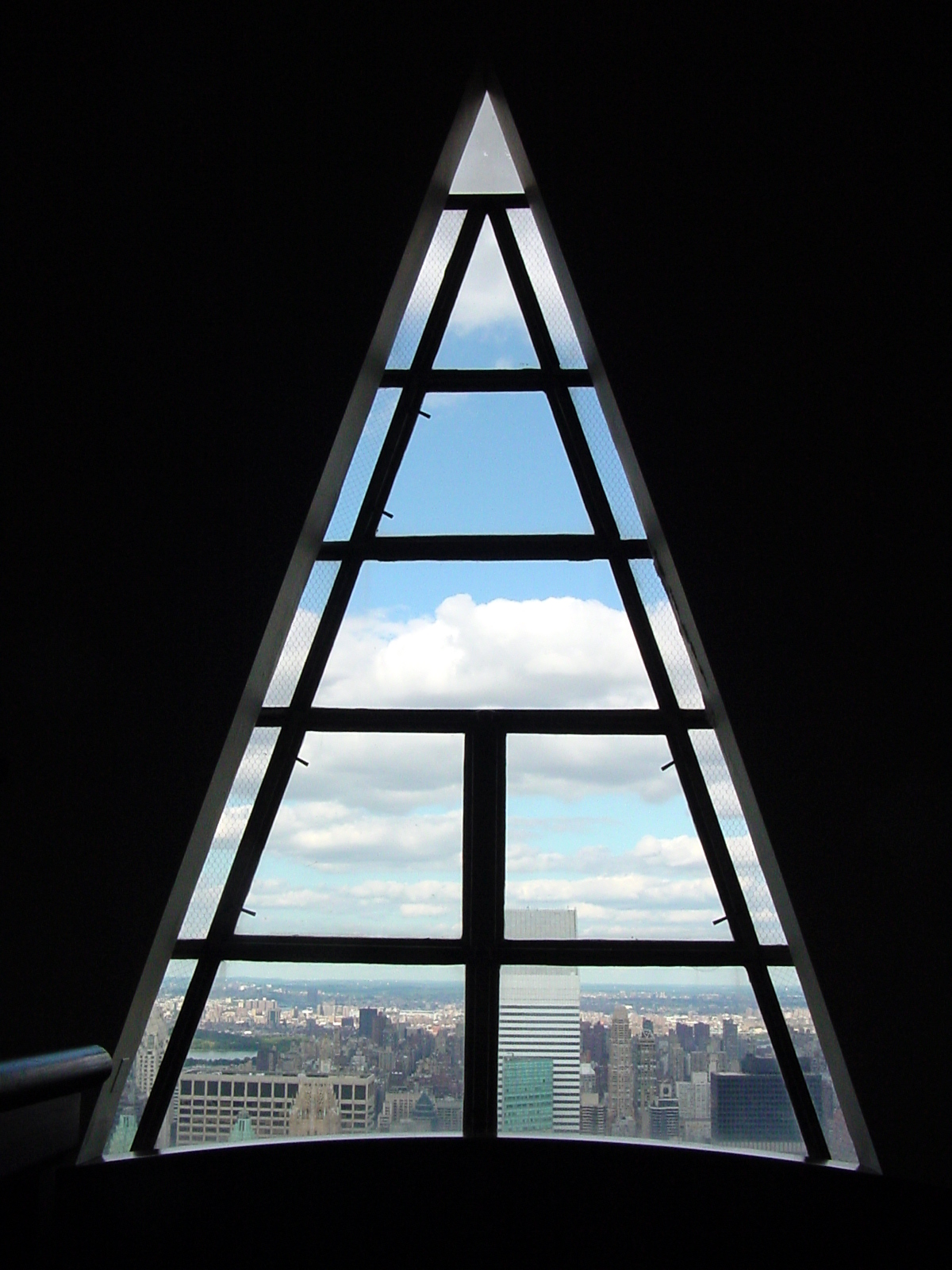
從北側三角窗望出去的景色

私人雲端會所曾佔據大樓第66至68樓的空間。該會所於1930年7月啟用，初期約有三百名會員，皆為城中富裕的男性精英。 會所的設立，是因石油公司德士古希望為其高階主管提供一處合適的餐飲空間；該公司當時在此大樓共承租了十四層樓。會所設計融合了建築師威廉·範·艾倫的現代風格與沃爾特·克萊斯勒偏好的莊重傳統風格，成為兩者之間的妥協產物。 會員需經選舉通過，並支付200美元入會費，另加每年150至300美元的年費。 德士古的高層主管為會所主要會員群體。 此會所與其餐廳據信啟發了日後洛克菲勒中心30號大樓內的虹彩屋（Rainbow Room）午餐俱樂部的構想。
66樓設有一座都鐸復興風格的玄關，鑲嵌橡木飾板，並附有一間英式老派燒烤室，內部鋪設木地板，裸露木樑、鍛鐵吊燈與玻璃、鉛製門飾相互輝映。 主餐廳風格前衛，設有磨光花崗岩柱與裝飾有浮雕玻璃的裝飾藝術風格貼花。 餐廳天花板繪有雲朵壁畫，北側牆面則描繪了曼哈頓的全景。 66與67樓之間以一座文藝復興風格的大理石與青銅樓梯相連。 67樓設有一間開放式酒吧，裝潢採深色木牆與家具。 同層亦設有沃爾特·克萊斯勒及德士古的私人餐廳。 克萊斯勒餐廳牆面裝飾有以黑色與霧藍色玻璃構成的汽車工人浮雕帶。 德士古餐廳則繪有橫跨兩面牆的壁畫，一面描繪新英格蘭小鎮與德士古加油站，另一面則為煉油廠與德士古卡車。67樓南側另設有圖書館，內有木牆裝飾與凹槽壁柱。 而68樓則主要為服務用空間。
至1950至1960年代間，會員逐漸轉向其他會所。德士古於1977年遷至西徹斯特郡， 雲端會所也於兩年後歇業。 儘管之後有多項計畫嘗試翻修該空間，將其改為迪斯可舞廳或高級餐飲俱樂部，但皆未實現， 原因是當時業主Cooke不願經營傳統餐廳業務。 後來，Tishman Speyer租下了雲端會所原有空間中的頂層兩層。 原有樓梯與大部分裝飾遭拆除， 引發紐約裝飾藝術協會的抗議。

#### 克萊斯勒私人辦公室
最初，沃爾特·克萊斯勒在69與70樓設有一套兩層樓高的私人套房，內有壁爐與專屬辦公室。該辦公室還設有一間健身房，以及當時全紐約最高的浴室。 辦公室風格偏向中世紀，採用鉛製窗框、精工木門與厚重石膏裝飾。 克萊斯勒鮮少使用此處健身房，而多待在位於底特律的公司總部。 後來，69與70樓空間被改為牙科診所。 《紐約時報》於2005年報導，其中一位牙醫查爾斯·韋斯（Charles Weiss）自1969年起便於該診所頂樓工作至今。

##### 觀景台與閣樓
從大樓開幕至1945年，71樓設有約3,900平方英尺（360平方）的觀景台，名為「Celestial」（天體觀景台）。
訪客支付五角錢即可繞行觀景台一圈，沿著天花板繪有天體圖案的拱形走廊前行，天花板上懸掛著玻璃製的小型行星裝飾。 觀景台中央展示了沃爾特·克萊斯勒早年擔任技工時使用的工具箱。 該工具箱後來轉交至密歇根奧本山的克萊斯勒技術中心收藏。此外，觀景台上方懸掛著一幅火箭造型的大樓圖像，根據當時的宣傳冊，天氣晴朗時視野可達100英里（160）遠。 不過，觀景窗僅為狹小的三角形，造成怪異視角，影響觀景體驗，也導致訪客數逐漸下降。1931年，帝國大廈開設兩座更高的觀景台後，克萊斯勒大廈進一步流失人潮。
觀景台關閉後，空間轉作廣播與電視設備使用。 自1986年起，該空間改為建築師哈維·莫爾斯（Harvey Morse）與考珀伍德利益集團（Cowperwood Interests）的辦公室。
71樓以上的樓層主要為外觀設計而建，實際用途為連接至尖塔的樓梯中繼層，並未規劃辦公空間。 此區空間狹窄，屋頂低矮傾斜，主要用來安置無線電發射器及其他機械與電氣設備。 例如73樓設有電梯馬達與一座15,000-美制加侖（57,000-公升）的水箱，其中3,500美制加侖（13,000公升）為滅火用途。

## 歷史

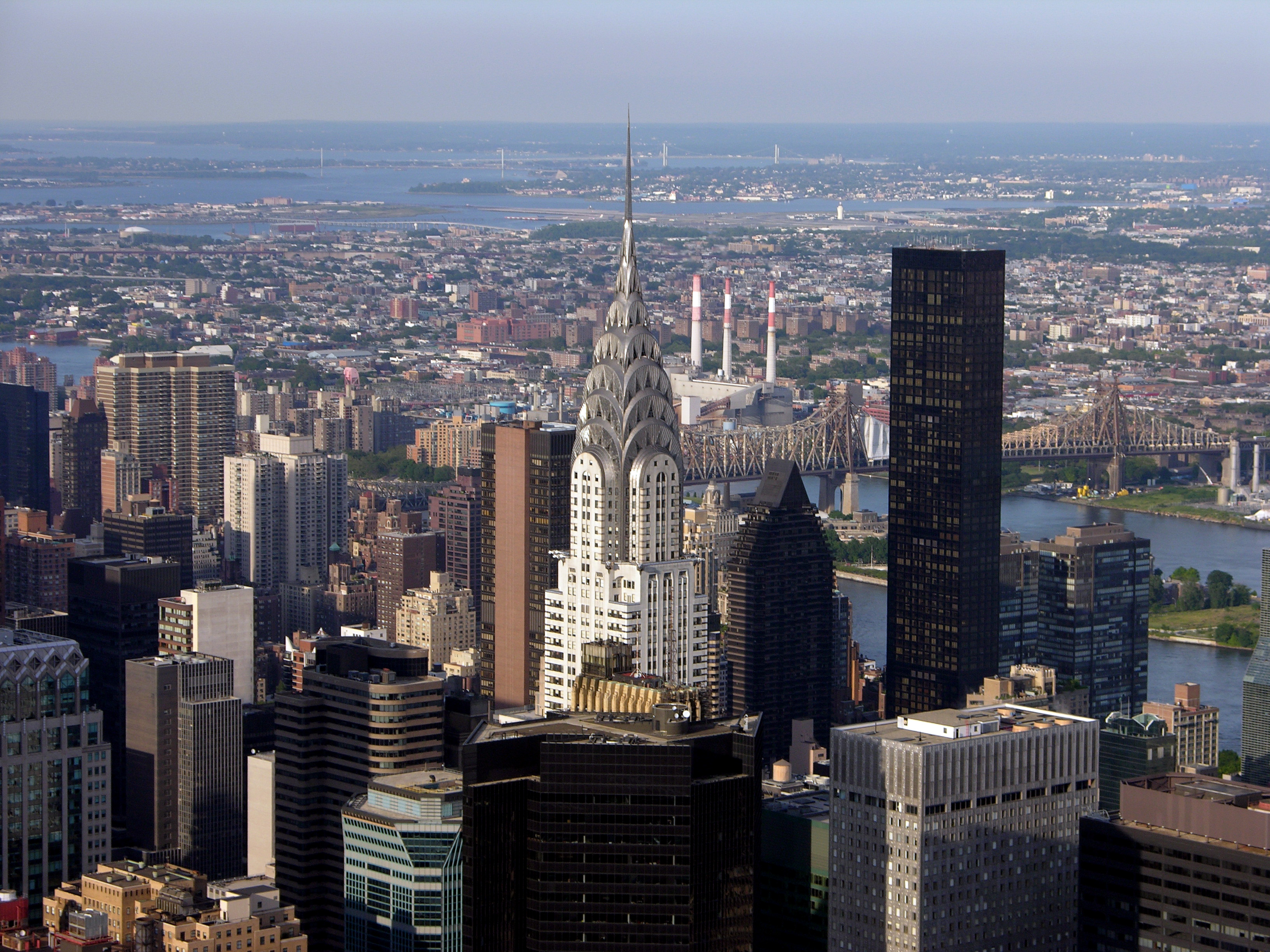
從帝國大廈望向克萊斯勒大廈，兩者皆為紐約市1920年代建築熱潮的代表作。

1920年代中期，紐約都會區的人口數量超越了大倫敦，成為全球人口最多的都會區之一，且到1930年代初期，人口已超過一千萬。該時代見證了深刻的社會與技術變革，廣播、電影和汽車等消費品逐漸普及。1927年，沃爾特·克萊斯勒的汽車公司克萊斯勒集團成為美國第三大汽車製造商，僅次於福特汽車公司與通用汽车。 隔年，克萊斯勒被《時代雜誌》評為「年度風雲人物」。
咆哮的二十年代與房地產市場的投機風潮，催生了紐約市一波摩天大樓建設熱潮。 克萊斯勒大廈即是這股建築熱潮的一部分，期間紐約市曾擁有1908年至1974年全球最高建築的紀錄。 第一次世界大戰結束後，歐美建築師普遍認為簡約設計代表現代時代的極致，並將裝飾藝術風格摩天樓視為進步、創新與現代化的象徵。1916年分區法規定紐約市建築街道立面高度必須根據街道寬度作適度後退設計。 這使得紐約的裝飾藝術建築多採用大幅後退設計，體量宏大且輪廓鮮明，且經常精細裝飾。 裝飾藝術建築的興建時間雖短，但因盛行於1920年代末期的紐約房地產熱潮，因此大量此風格的摩天樓塑造了城市天際線，賦予其電影與戲劇中浪漫而經典的形象。 克萊斯勒大廈的設計即受此歷史背景影響。

#### 規劃階段
1921年，威廉·H·雷諾茲租下萊辛頓大道與42街交叉口的大型地塊，計畫在此興建摩天大樓。 然而數年間他始終未動工，促使庫珀聯盟學院於1924年試圖提高該地的稅務估價，藉此迫使雷諾茲支付更高額的租金。此舉相當罕見，因為地權所有人通常傾向壓低估價以減少稅賦負擔。
1927年，雷諾茲聘請建築師威廉·范·阿倫設計一棟四十層的建築。 范·阿倫最初設計的草案中融合了大量现代主义建筑元素，例如在轉角處設置曲面玻璃窗。

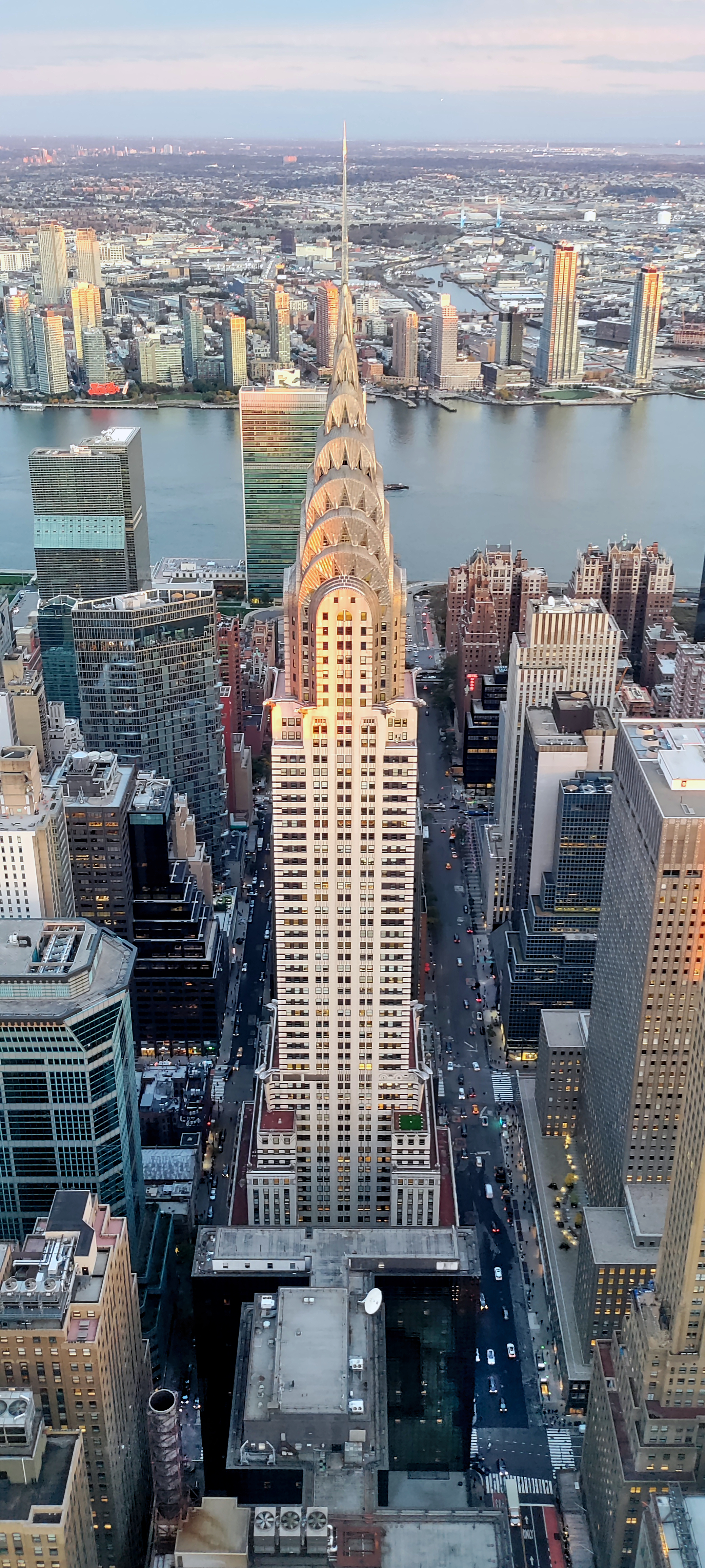
從范德比爾特一號觀景台The SUMMIT遠眺克萊斯勒大廈，背景為聯合國總部

范·阿倫曾以與H·克雷格·塞凡斯共同設計、位於百老匯與24街交叉口的阿爾伯馬爾大樓而聲名大噪。 兩人性格互補，范·阿倫擅長創意與空間創新，塞凡斯則精於財務與實務操作。 然而，雙方因理念分歧關係日益緊張。 1924年，《建築評論》一篇讚揚阿爾伯馬爾大樓的文章中僅提及范·阿倫為設計者，忽略塞凡斯，導致兩人關係決裂，並展開長達一年多的訴訟爭端，聚焦於客戶與資產的歸屬。 這場裂痕也影響了日後克萊斯勒大廈的設計，因為若與塞凡斯繼續合作，其保守風格將限制范·阿倫在現代主義上的發揮。
1928年4月，雷諾茲簽訂了為期67年的土地租約，確定了該摩天大樓計畫的具體細節。范·阿倫最初為摩天樓底層設計了三層樓高的展示窗，樓上12層則設計有包覆玻璃的角落窗，營造出大樓懸浮於空中的視覺效果。雷諾茲對建築設計的最大貢獻，是堅持必須安置一頂金屬冠冕，儘管范·阿倫最初持反對意見；這頂由金屬與水晶構成的冠冕，在夜晚看起來宛如「鑲嵌寶石的球體」。原先計畫的建築高度約為808英尺（約246公尺），共67層。該計畫於1928年6月正式獲得批准。隨後於8月，范·阿倫的設計圖公開，並刊載於美國建築師學會（AIA）出版的雜誌中。
1928年8月，雷諾茲最終提出另一套較為保守的雷諾茲大樓設計方案，採用義大利風格建築圓頂，批評家形容其外觀類似前州長艾爾·史密斯的圓頂禮帽；樓上則使用磚牆排列來模擬角落窗戶，這一細節也被保留在現今克萊斯勒大廈的設計中。該設計與現今大樓的外形、退縮層及窗戶配置幾乎一致，但圓頂有所不同。
建築設計完成後，雷諾茲大樓於1928年9月19日正式動工。 然而工程推進不到數月，雷諾茲便因財務困難而無法繼續開發。

### 克萊斯勒的計畫與施工重啟
1928年10月初，汽車製造商沃爾特·克萊斯勒提出購買該建築計畫。1928年10月15日，雷諾茲正式將地皮、租約、設計圖及建築師服務一併售予克萊斯勒，交易金額超過250萬美元。同日，古德溫建築公司開始拆除已建成的部分，並於11月9日完成拆除工程。施工合約則於10月28日頒布。
克萊斯勒初期採納了雷諾茲既有設計，樓高68層、約808英尺（246公尺），包含底層的拱廊、第五層以下的石材外牆、以上為磚牆及陶瓷飾面，頂層設有三層高的銅製玻璃圓頂。然而，他渴望建築擁有更具未來感的設計，遂延攬原設計師范·阿倫，最終將建築高度增加至925英尺（約282公尺），超越當時的世界最高建築伍爾沃斯大樓（792英尺）。克萊斯勒曾一度要求將樓層數減少十層，但隨後意識到樓高本身具有巨大的宣傳價值，便撤回該提議。
新大樓的基礎施工於1928年11月中旬開始，地基深達69英尺（約21公尺），於1929年1月中旬抵達基岩層。施工過程共挖出超過1億磅岩石與3千6百萬磅土壤，約等於大樓總重的63%。正式施工於1929年1月21日展開，由卡內基鋼鐵公司提供鋼材，3月27日安裝首根鋼樑，4月9日首批立柱就位。至6月鋼架已達數層，8月初達35層，並於9月完工。施工效率極高，每週可建四層樓。鋼架總計使用391,881個鉚釘，牆面則使用約382萬塊非承重磚。值得注意的是，整個鋼架施工過程未造成任何工人死亡，克萊斯勒稱此為「全球首棟達此高度、鋼骨結構無人傷亡的建築物」。全案資金全由克萊斯勒以其汽車事業的營利自籌，未使用外部資金。1929年10月16日，克萊斯勒大廈正式超越伍爾沃斯大樓，成為世界最高建築。
當時42街與萊辛頓大道均為建築熱點，原因之一是因為IRT第三大道高架鐵路42街支線被拆除，這條高架線被視為區域污點。鄰近的56層查寧大樓也在施工中。因高架支線拆除，房地產投機者預測萊辛頓大道將成為「東區的百老匯」，引發向東的連鎖開發效應。
同年，銀行家喬治·奧斯特羅姆計畫在下城華爾街40號建造一棟47層的辦公大樓，設計師為范·阿倫的前搭檔塞凡斯。奧斯特羅姆隨後將計畫擴增至60層，但仍低於伍爾沃斯大樓與克萊斯勒大樓。1929年4月，塞凡斯將華爾街40號的高度調整為840英尺（約256公尺）、62層，超過伍爾沃斯大樓48英尺、克萊斯勒大樓32英尺。華爾街40號與克萊斯勒大樓展開了「世界最高樓」的競爭。1929年，帝國大廈於34街與第五大道加入競爭。這場被當時媒體稱為「向天空的競賽」的競爭，展現了1920年代美國的樂觀氛圍，並推動了城市建設熱潮。范·阿倫將克萊斯勒大樓高度提升至925英尺（約282公尺），促使塞凡斯於1929年4月將華爾街40號增高至927英尺（約283公尺）。華爾街40號於同年5月動工，並於12個月後完工。
作為回應，范·阿倫獲得批准在克萊斯勒大樓頂端加設一座約125英尺（約38米）長的鋼尖塔。他在克萊斯勒大樓的鋼架內秘密組裝此尖塔，確保塞凡斯直到最後才得知克萊斯勒大樓的最終高度。尖塔分為四節運送到工地。1929年10月23日，即克萊斯勒大樓剛超越伍爾沃斯大樓高度一週後，且是1929年華爾街股災的前一天，尖塔正式組裝。據說「尖塔的底部部分被吊裝至建築圓頂頂端，並降置於第66層」。接著在90分鐘內，剩餘尖塔組件依序吊升並鉚接完成，將塔樓高度提升至1046英尺（約319公尺）。范·阿倫與工程師及克萊斯勒一同在街頭見證此過程，他將此經歷比喻為「看見蝴蝶破繭而出」。1929年10月，《建築論壇》雜誌介紹了這座冠頂與尖塔的設計與施工細節：
設計了一座高聳尖塔，形似針尖，安置於圓頂之上。高度185英尺，底座寬8英尺。由四根角鋼、輕型支撐桿及斜撐組成，總重27噸。由於無法一次整體吊裝，也無法分段吊裝後再現場組合，為營造更具宣傳效果的視覺驚喜，這根刺破雲霄的尖針被秘密安裝。
這根鋼尖塔使克萊斯勒大樓高度達到1046英尺（約319米），遠超過華爾街40號的高度。當時媒體並未即時報導尖塔安裝的消息，甚至《纽约先驱论坛报》對於塔身建造有持續追蹤，卻直到尖塔升起數天後才報導。
克萊斯勒明白其大樓高度將超越帝國大廈，故指示范·阿倫將原本短圓頂改為細長鋼尖塔。然而，帝國大廈開發商約翰·J·拉斯科布審視計畫後，決定增加五層樓與尖塔，並購買額外土地以支持建築高度擴展。兩天後，帝國大廈共同開發者、前州長艾爾·史密斯公布更新後方案，將86層樓的觀景台設於1050英尺（約320米）高度，比克萊斯勒大廈71層的觀景台（783英尺）更高。

### 完工

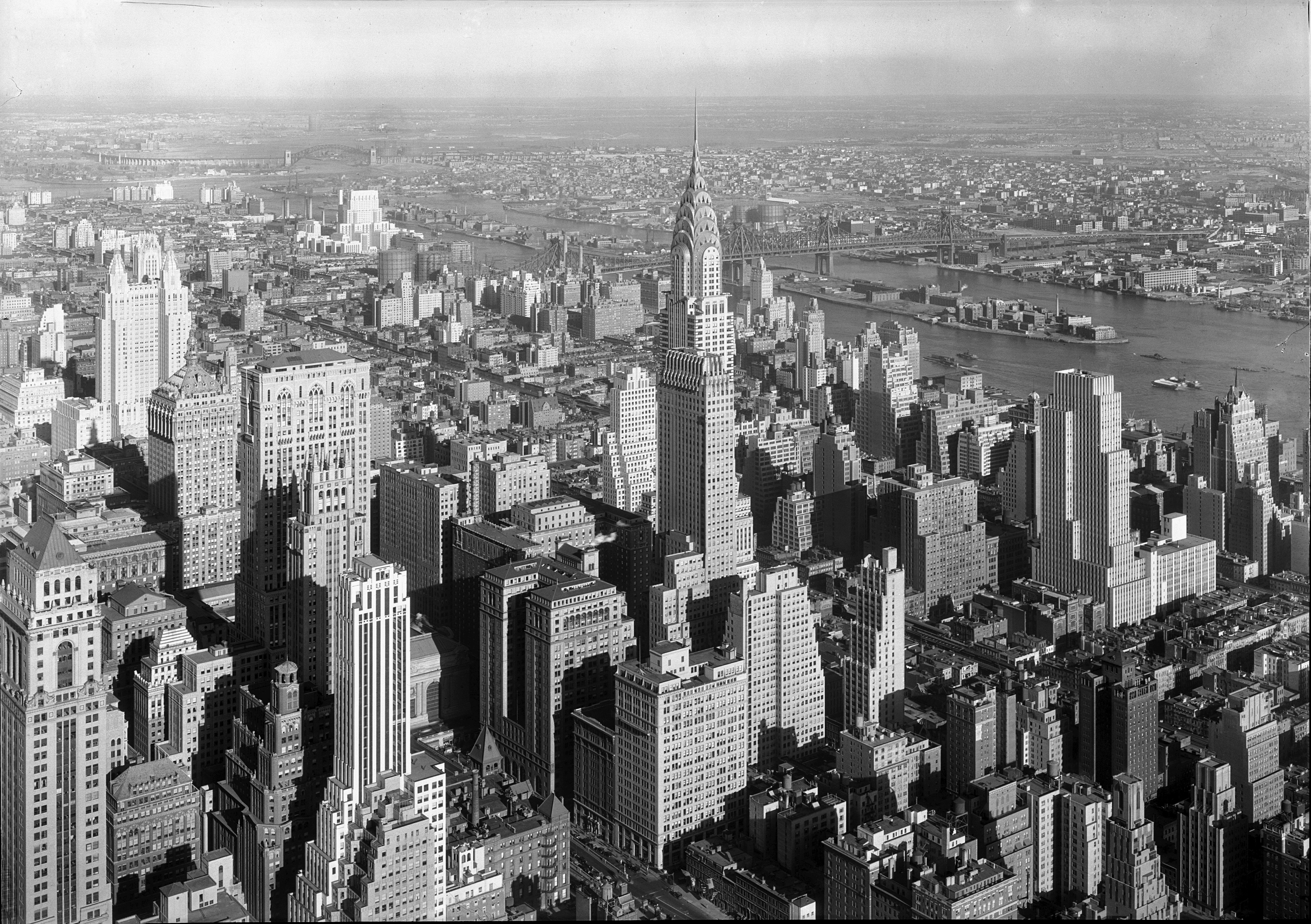
1932年的克萊斯勒大廈

1930年1月宣布，克萊斯勒公司將於汽車展期間在克萊斯勒大廈設置分部辦公室。該大樓並非克萊斯勒公司的總部，後者總部仍設在底特律。1930年4月，在大樓正式完工前，首批外部租戶簽約入駐。5月27日大樓正式開幕，與42街房產業主暨商人協會年會同期舉行。大廳內懸掛一銅牌，以表彰克萊斯勒對城市進步的貢獻。現場出席者包括前州長史密斯、前眾議員馬丁·麥屈與42街協會會長喬治·W·斯威尼。6月報導稱，65%的可租空間已租出。8月宣布大樓完工，但紐約市建築部門直到1932年2月才正式標記完工。
尖塔加高使克萊斯勒大廈超越華爾街40號成為世界最高樓，也超過艾菲爾鐵塔，成為首座高度超過1000英尺（約305米）的人工建築物，亦即世界首座「超高層摩天大樓」。當時有報導稱，大樓甚至比美國五州的最高點還高。大樓完工後11個月仍保持世界最高樓地位。克萊斯勒大廈估價1400萬美元，但依據1859年法律享有稅務免除，該法令適用於由庫珀聯盟持有的土地。雖然市政府嘗試廢除免稅條款，但庫珀聯盟予以反對。由於免稅，克萊斯勒大廈自開幕以來皆向庫珀聯盟支付土地使用費。雖然克萊斯勒公司是租戶，但並未參與建築所有權或施工，該建築專案由沃爾特·克萊斯勒為其子女籌建。克萊斯勒自傳中提及，他興建此大樓「是希望兒子們有值得負責的事物」。
范·阿倫對這些成就的滿意，可能因沃爾特·克萊斯勒後來拒付其建築費用餘款而打折。克萊斯勒指控范·阿倫曾接受供應商賄賂，且范·阿倫接手此項目時，並未與克萊斯勒簽署任何合約。范·阿倫提起訴訟，法院判決支持范·阿倫，要求克萊斯勒支付其84萬美元的費用，約為建築總預算的6%。然而，這場對克萊斯勒的訴訟嚴重損害了范·阿倫作為建築師的名聲，連同美國大蕭條及負面評論的影響，最終毀了他的職業生涯。范·阿倫後來成為附近博札藝術設計學院（Beaux-Arts Institute of Design）雕塑教授，於1954年逝世。作者尼爾·巴斯康姆評論道：「克萊斯勒大廈是他的最大成就，也是確保他被遺忘的原因。」
克萊斯勒大廈作為世界最高樓殊榮的持續時間很短。約翰·拉斯科布察覺帝國大廈的1050英尺高度只比克萊斯勒大廈高4英尺（約1.2米），他擔心沃爾特·克萊斯勒可能會「像之前一樣偷偷在尖塔裡藏根鋼棒，然後最後一刻把它豎起來。」帝國大廈又做出修改，將屋頂高度提高到1250英尺（約381米），大幅超越克萊斯勒大廈，於1931年5月1日開幕。然而，克萊斯勒大廈仍然是世界上最高的鋼結構磚造建築。在商業表現方面，克萊斯勒大廈優於帝國大廈：至1935年，克萊斯勒大廈已出租70%的樓面面積。相比之下，帝國大廈僅租出23%的空間，並被戲稱為「空空如也的大廈」。

### 1940年代至1960年代

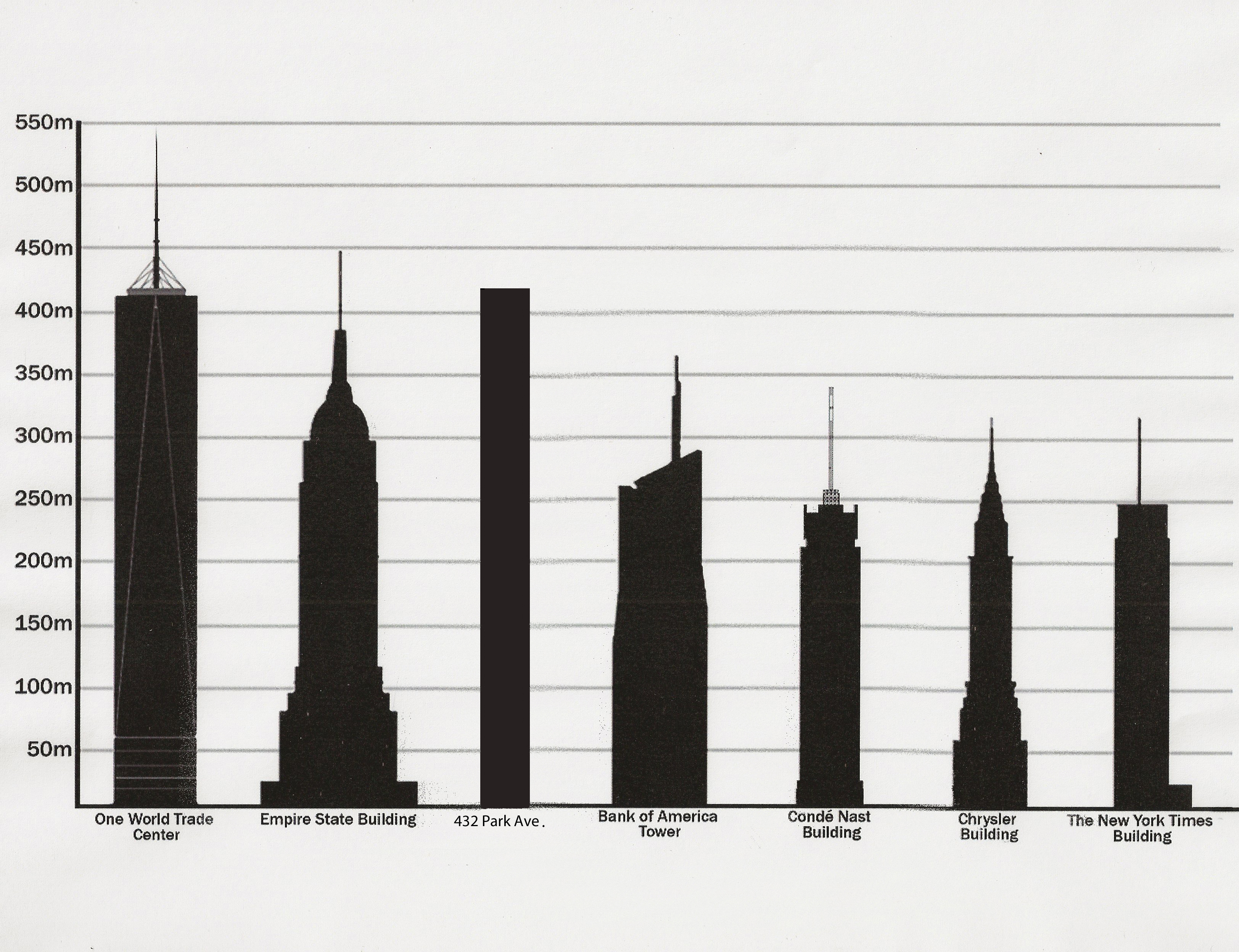
紐約市主要建築高度比較

克萊斯勒家族於沃爾特·克萊斯勒逝世後於1940年繼承該地產，所有權歸屬於W.P. Chrysler Building Corporation。1944年，公司提出計畫，在原建築東側的第三大道666號興建一座38層的附樓。1949年，該計畫修訂為32層，預算增至900萬美元。此附樓由Reinhard, Hofmeister & Walquist設計，外觀風格與克萊斯勒大廈相似。由於原建築所用石材已不再生產，需特別仿製。附樓於1950年6月動工，並於1951年6月開始招租。該附樓於1952年完工，並於1959年在兩棟大樓第七層之間建造一座空中連橋。
1953年，克萊斯勒家族將大廈出售給威廉·澤肯多夫（William Zeckendorf），成交價為1800萬美元（評估價）。此次交易同時包含附樓及鄰近的格雷巴大廈（Graybar Building）。克萊斯勒大廈與格雷巴大廈合計售價為5200萬美元。買方為澤肯多夫旗下公司Webb and Knapp，持有75%股份，另一買方為Graysler Corporation，持有25%股份。當時報導指出，此交易為紐約市史上最大宗的房地產交易。
1957年，克萊斯勒大廈、其附樓及格雷巴大廈以6600萬美元售予勞倫斯·溫（Lawrence Wien）旗下的房地產聯合體，再度刷新紐約市最大宗房產交易紀錄。

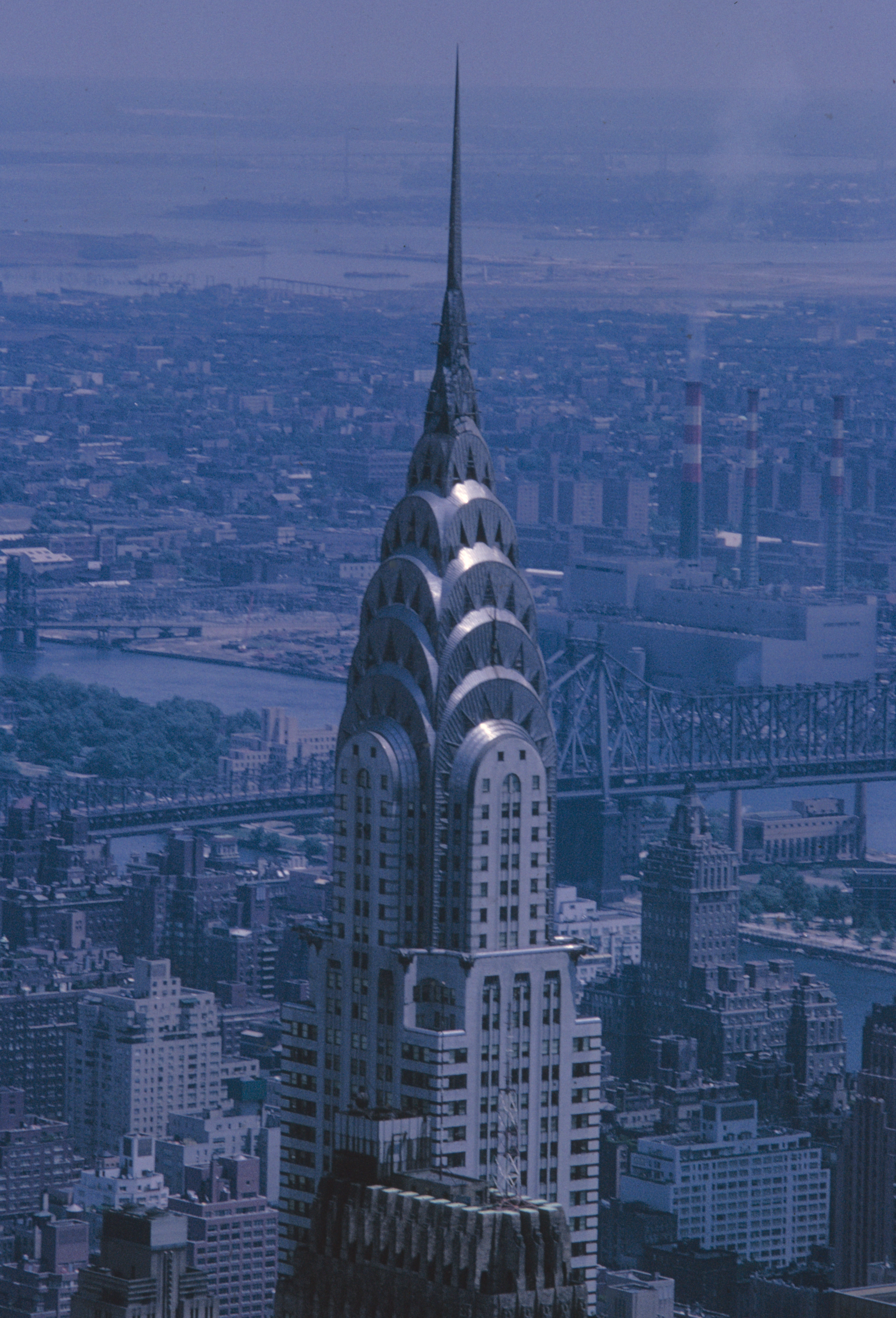
克萊斯勒大廈，1965年

1960年，此建築群被索爾·高德曼（Sol Goldman）與亞歷克斯·迪洛倫佐（Alex DiLorenzo）購入，並向馬薩諸塞州人壽保險公司取得抵押貸款。隔年，大廈的不鏽鋼元素（包括尖塔、王冠、石像鬼及入口大門）首次進行拋光。十名工人使用蒸氣清洗30樓以下立面，手工清潔30樓以上部分，耗資約20萬美元。在高德曼與迪洛倫佐的管理下，建築開始出現漏水與牆體龜裂，地下室累積約1200立方碼垃圾。有評論形容當時克萊斯勒大廈的經營狀況如同「南布朗克斯的一棟出租公寓」。克萊斯勒大廈持續有利潤直到1974年，但當時業主已面臨稅賦和燃料成本不斷上升的壓力。

#### 1970年代至1990年代
1975年8月，克萊斯勒大廈開始面臨止贖程序，當時索爾·高德曼與亞歷克斯·迪洛倫佐未能償還2900萬美元的一級抵押貸款及1500萬美元的二級抵押貸款，導致違約。當時建築物空置率約為17%。馬薩諸塞人壽保險公司以3500萬美元收購克萊斯勒大廈，透過多筆交易買下所有未償債務。次年，克萊斯勒大廈被指定為國家歷史地標。當時德士古是大廈主要租戶之一，但已計畫遷往紐約州韋斯徹斯特郡，釋出數十萬平方英尺辦公空間。
1978年初，馬薩諸塞人壽保險公司規劃斥資2300萬美元整修大廈立面、暖氣、通風與空調系統（HVAC）、電梯、大廳壁畫及雲端俱樂部總部。在宣布翻修的記者會上，市長艾德·科赫表示：「克萊斯勒大廈的鋼製老鷹與石像鬼彷彿在為紐約的新生而歡呼。」馬薩諸塞人壽保險公司聘請約瑟芬·索科爾斯基（Josephine Sokolski），她提出對范艾倫原設計大廳方案進行大幅修改。
紐約市地標保護委員會（LPC）考慮將克萊斯勒大廈指定為市級地標。儘管馬薩諸塞人壽保險公司曾表示將「尊重建築的敏感性」，但他們反對市地標指定，擔心此舉會影響租賃業務。當時建築空置面積約為500,000平方英尺，占總面積40%。所有者聘請了Edward S. Gordon公司作為建築租賃代理，並在五年內成功租出約750,000平方英尺的空置空間。 1978年9月，紐約市地標保護委員會正式將大廳與立面指定為市級地標。 馬薩諸塞人壽保險公司委託約瑟芬·索科爾斯基重新裝修大廳，但地標保護委員會反對其改動幅度過大，偏離范艾倫的原設計。因此大廳的翻修工程被迫延遲。

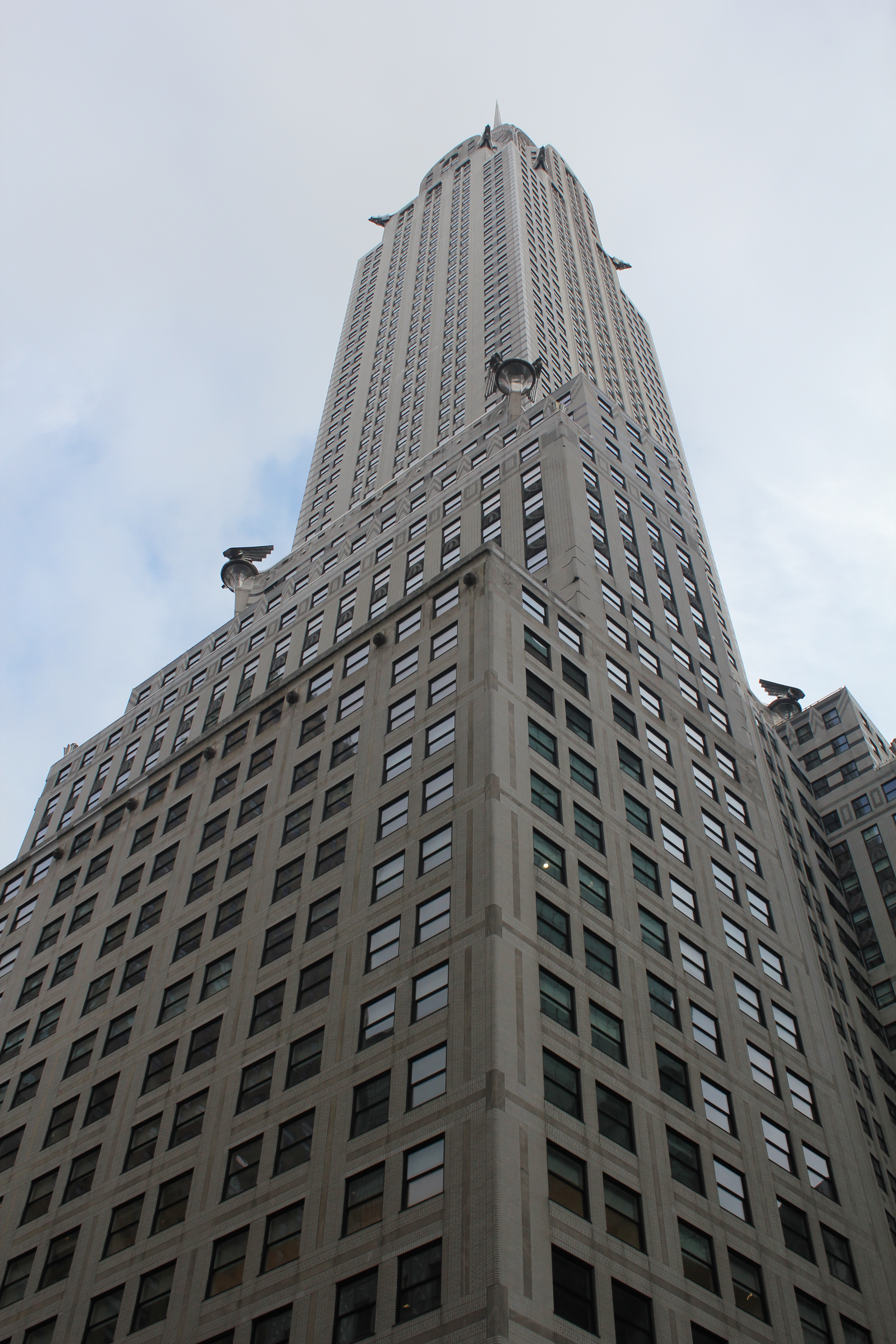
從地面仰視的克萊斯勒大廈

1979年8月，建築再次出售，買家為企業家及华盛顿红皮擁有者傑克·肯特·庫克，該交易同時將洛杉磯國王隊與洛杉磯湖人隊所有權轉讓給傑瑞·巴斯。 當時大廈出租率已達96%。新業主聘請肯尼斯·克萊曼（Descon Interiors）設計大廳與電梯廂，風格更貼近范艾倫的原設計。 庫克同時監督完成了尖頂照明方案，該方案原為范艾倫設計之一，卻從未實施。 此照明系統由580根熒光燈管組成，安裝於頂層三角形窗戶內，首次點亮於1981年9月。
庫克接著於1995年至1996年聘請霍夫曼建築事務所修復外觀與尖塔。 現已關閉的觀景台接縫被拋光，立面亦進行修復，這是150萬美元工程計畫之一。針尖部分損壞的鋼條被替換，石像鬼的數個部位重新焊接。該清潔工程獲得紐約地標保護協會頒發的1997年露西·G·摩西保存獎。
庫克於1997年4月去世，其抵押貸款銀行富士銀行次月開始對大樓申請止贖。 富士銀行宣布止贖意圖後，數家開發商和公司表示有意購買該建築。 最終，共有20名潛在買家提交購買克萊斯勒大廈及鄰近建築的投標。

#### 1990年代末至2010年代
提什曼·斯派爾公司和旅行者保險集團於1997年11月獲得購買該大樓的權利，投標價約為2.2億美元（相當於430年2024的金額）。提什曼·斯派爾與庫珀聯盟談妥150年租約，後者仍持有該大樓土地所有權。 1998年，提什曼·斯派爾宣布聘請拜爾·布林德·貝爾建築事務所翻新該建築，並將其納入名為克萊斯勒中心的商業綜合體。 作為計畫一部分，EverGreene建築藝術公司修復了大廳內的《運輸與人類的奮鬥》壁畫，該壁畫在1970年代末的翻新期間被遮蓋。 翻新費用達1億美元。 2001年，該大樓75%股份以3億美元售出（相當於530年2024的金額）給一家總部設於亞特蘭大的投資基金的德國分支TMW。 到2005年，大樓出租率達95%。
2008年6月，有報導指出阿布達比投資委員會正在談判收購TMW持有的75%股份、提什曼·斯派爾持有的15%股份，以及旁邊的Trylons購物結構，交易總額約8億美元。 該交易於次月完成，阿布達比投資委員會持有大樓90%股份，提什曼·斯派爾持有10%。 提什曼繼續管理大樓，並每年支付庫珀聯盟750萬美元租金。 2010年至2011年間，大樓能源、管線和廢棄物管理系統進行翻新，總能源消耗降低21%，用水量降低64%，廢棄物回收率達81%。
2012年，大樓獲得美國綠色建築委員會頒發的LEED金級認證，以表彰其環境永續和能源效率。

#### RFR控股經營
阿布達比投資委員會與提什曼·斯派爾於2019年1月再次將克萊斯勒大廈的租賃權出售。 同年3月，媒體報導艾比·羅森的RFR Holding LLC與奧地利辛納集團聯手達成購買租賃權的協議， 價格約為1.5億美元，屬大幅折價。 作為交換，羅森每年必須支付庫珀聯盟3,250萬美元租金，較前任租戶支付的金額大幅增加。
羅森最初計畫將大樓改建為飯店， 但於2019年4月取消此計畫，理由是土地租賃條款存在困難。 羅森隨後宣布將在61樓退台設置觀景台， 此計畫於2020年5月獲得紐約市地標保護委員會批准。 他也希望重新開放雲端俱樂部，並吸引多家餐飲業者入駐。 2020年，羅森嘗試與庫珀聯盟重新談判土地租賃條款， 並驅逐了所有店鋪的店主，試圖翻新零售空間，但最終未成功。 2020年新冠疫情爆發後，為吸引租戶， 他將克萊斯勒大廈的一樓空間改造成租戶設施中心。 RFR估計已花費1.7億美元進行大樓翻新。
2021年及2023年，RFR與Signa曾試圖再次重組土地租約，但均未成功。 到此時，據匿名消息人士向《Curbed》透露，RFR從克萊斯勒大廈營運中每月約虧損100萬美元。
2023年12月，因Signa資不抵債，其債權人下令出售其在克萊斯勒大廈的股份。 RFR提出以象徵性的1美元收購Signa持有的股份。 同時，RFR致力於將大樓零售空間租給奢侈品店，並於2024年3月簽下第一位奢侈品租戶。 到2024年中，該大樓明顯老舊，且RFR已將約65萬平方英尺的辦公空間標註為「可立即出租」。《紐約時報》報導，員工抱怨害蟲滋生、噴泉水呈褐色、手機訊號弱、電梯經常延遲，且自然採光不足。 此外，若要升級以符合現代節能規範，將需耗費數百萬美元。
2024年9月，庫珀聯盟著手終止RFR對克萊斯勒大廈的土地租約，RFR提起訴訟阻止租約終止。 RFR在訴訟中聲稱庫珀聯盟驅離部分租戶，並指示其他租戶向該學院繳租，而非支付給RFR。 隨後，庫珀聯盟要求將RFR驅逐出大樓， 並於10月由法院裁定租戶應繳租給庫珀聯盟。 最終，RFR的租約於2025年1月被終止，庫珀聯盟於同年5月開始尋求該建築土地租約的買家。

## 克萊斯勒中心
克萊斯勒中心是由克萊斯勒大廈（西側）、克萊斯勒東樓（東側）以及位於中間的克萊斯勒三角柱商業亭組成的建築群。在提什曼·斯派爾取得整個建築群後，於1998年至2000年間進行了全面翻新。
位於第三大道666號的建築，當時稱為肯特大樓（Kent Building），後經整修改名為克萊斯勒東樓。這棟國際風格建築建於1952年， 高約432英尺（132），樓層數為32層。機械系統現代化，內部空間亦作修改。後現代主義建築師菲利普·約翰遜（Philip Johnson）設計了新的深藍色玻璃幕牆，該幕牆前移約4英寸（100），位於肯特大樓原有外牆之外。此結構與其西側的克萊斯勒大廈外觀迥異；約翰遜表示他「甚至不喜歡」克萊斯勒大廈的建築風格，但也承認它是「紐約最受喜愛的建築」。
他的設計同時包含約135,000-平方英尺（12,500-平方）的擴建面積。擴建部分環繞於肯特大樓西端的電梯核心周圍。擴建使用了該街區中間建築上空約150,000平方英尺（14,000平方）的未利用空中權利。
肯特大樓本身並非紐約市指定地標（Landmark），因此其翻新工程無需紐約市地標保護委員會（LPC）批准。擴建後，肯特大樓總樓地板面積約為770,000平方英尺（72,000平方）。
在原始摩天樓與附樓之間，另由菲利普·約翰遜設計建造一座新建築。此建築即為克萊斯勒三角柱（Chrysler Trylons），為一座三層高的商業亭，零售面積約22,000平方英尺（2,000平方）。設計由三個玻璃三角形「三角柱」組成，分別高約57英尺（17米）、68英尺（21米）及73英尺（22米），各自向不同方向傾斜。三角柱由寬約10英寸（250 mm）的垂直鋼製窗楣支撐，窗楣間鑲嵌有535片反射灰色玻璃。零售區建築置於三角柱兩側。
因結構複雜，結構工程公司Severud Associates曾在加拿大魁北克的里穆斯基（Rimouski）打造模型進行測試。約翰遜將克萊斯勒三角柱設計為「42街的地標 [...] 在街面呈現克萊斯勒大廈的頂端」。
經過上述改造後，整個建築群的可租賃面積達2,062,772平方英尺（191,637.8平方）。該項目總成本約一億美元。
此翻新工程獲得多項獎項與肯定，包括美國環境保護署（EPA）的能源之星（Energy Star）認證；美國綠建築委員會（USGBC）的LEED金級認證；以及2001年摩天樓博物館（Skyscraper Museum）傑出翻新獎。

## 租戶
1930年1月，克萊斯勒公司在汽車展覽週期間於克萊斯勒大廈開設衛星辦公室。除了位於一樓和二樓的克萊斯勒沙龍產品展示廳外，該大樓還設有休息室及播放克萊斯勒產品影片的電影院。其他最初的大型租戶包括时代公司與德士古石油公司。由於需要更多辦公空間， 时代於1937年搬遷至洛克斐勒中心。
1946年10月，哥倫比亞廣播公司的電視發射設備設置於克萊斯勒大廈尖塔，並由位於附近大中央車站大樓前候車室上方的CBS電視攝影棚供電。
1977年，德士古石油搬遷至位於普徹斯更郊區的辦公地點。 此外，肖沃克公司（Shaw Walker）與J. S. 巴切公司（J. S. Bache & Company）的辦公室位於克萊斯勒沙龍正上方，艾比迪克（A. B. Dick）、泛美航空、亞當斯帽業（Adams Hats）、施拉夫茲（Schrafft's）與弗洛斯海姆鞋業（Florsheim Shoes）也都在此設有辦公室。 至21世紀，許多租戶因克萊斯勒大廈的歷史地位而選擇租賃空間，勝過其設施便利性。
21世紀的重要租戶包括：
- 創意藝術家經紀公司（英语：Creative Artists Agency）[272]
- 克萊德公司（英语：Clyde & Co）[273]
- 互媒體夥伴（InterMedia Partners）[274]
- IWG集團（IWG）[275]
- PA顧問公司（PA Consulting）[276]
- 特勞特曼·桑德斯律師事務所（Troutman Sanders）[230]
- YES網絡（英语：YES Network）[277]

## 影響

### 評價
完工後的克萊斯勒大廈在媒體上獲得褒貶不一的評論。范·阿倫被《建築師》雜誌譽為「高度博士」，建築師肯尼斯·默奇森稱范·阿倫為「他專業領域的齊格菲爾德」，將他比作著名的百老匯製作人小弗洛伦茨·齐格菲尔德該大樓被讚譽為「現代生活與強烈活力的表現」，以及「充滿現代主義精神，……是現代商業生活的縮影，代表著建築與現代建築方法的進步」。
一位匿名評論者於《Architectural Forum》1930年10月號中寫道：「克萊斯勒……獨立於眾，與眾不同。它是金屬與石造的夢想實現，一個人的夢想，如此雄心壯志，超越了普通人及其標準的理解與批評。」華特·克萊斯勒本人視此建築為「我的紀念碑」。
記者喬治·S·查普爾稱克萊斯勒大廈的設計「明顯是花招設計，目的是讓街上的人仰望」。道格拉斯·哈斯克爾認為該建築「沒有體現有力、完整的理念」， 並指范·阿倫為了花招與新「效果」而放棄了「一些他最好的創新」。另有人將克萊斯勒大廈比喻為「顛倒的旗魚」， 或稱其設計類似《小尼莫》。
支持國際風格的劉易斯·芒福德當時是美國最重要的建築評論家之一，他因其「愚蠢的浪漫主義、毫無意義的感官享受及空洞的象徵主義」而鄙視該建築。公眾對克萊斯勒大廈的評價也呈現分歧，正如默奇森所言：「有人覺得它是怪物，有人覺得它是花招。」建築教授蓋爾·芬斯克（Gail Fenske） 說雖然克萊斯勒大廈完工時被批評為「過於戲劇化」，但公眾很快喜歡上這「城市的冠冕摩天樓」。
後續評論較為正面。建築師羅伯特·A·M·斯特恩寫道，克萊斯勒大廈「是1920與1930年代風格實驗中最極端的例子」，與華爾街40號及其「纖細」細節形成對比。喬治·H·道格拉斯於2004年寫道，克萊斯勒大廈「仍是最具吸引力且令人敬畏的摩天大樓之一」。建築師勒·柯布西耶稱該建築為「石頭與鋼鐵的熱爵士」。建築評論家艾達·路易絲·赫克斯泰布爾表示建築有「奇妙、裝飾性且令人激發的美學」，而保羅·高德伯格則讚揚大廳「緊湊而強烈的能量」、電梯「壯麗」及頂冠的「魔幻」景觀。安東尼·W·羅賓斯稱克萊斯勒大廈是「獨一無二、驚人、浪漫、雄偉，代表1920年代摩天大樓的炫耀風格，是紐約裝飾藝術的偉大象徵」。《Curbed》的金·維爾西（Kim Velsey）表示該建築「毫不掩飾地浮誇」，因為「它的鋼製石像鬼、摩洛哥大理石大廳與照明尖塔」。
地標保護委員會表示此塔「體現了紐約市摩天大樓的浪漫精髓」。 寶琳·弗羅姆默在旅遊指南《Frommer's》中給予該建築「卓越」推薦，稱：「在克萊斯勒大廈中，我們看到1920年代狂飆時代版的艾倫·格林斯潘所說的『非理性繁榮』——股市崩盤前最後一波企業總部建築熱潮。」

### 地標
克萊斯勒大廈經常出現在多部以紐約為背景的電影中，是紐約最受好評且最具代表性的建築之一。
1996年，一項針對紐約建築師的調查結果顯示，克萊斯勒大廈是他們最喜愛的建築；而《紐約時報》於2005年將其描述為「紐約天際線建築意象中最重要的象徵」。 2005年中，位於下曼哈頓的摩天大樓博物館邀請100名建築師、建商、評論家、工程師與歷史學者，從25座紐約知名大廈中選出心目中的十大最愛，克萊斯勒大廈名列第一，90名受訪者將其列入投票名單。 2007年，該建築於美國建築師學會所列出的美國最受歡迎建築列表中排名第九。 此外，樂高公司也將克萊斯勒大廈納入其代表紐約市天際線的建築組合中。
克萊斯勒大廈被廣泛譽為裝飾藝術的經典代表作。《福多爾公司紐約市2010》形容其為「偉大的裝飾藝術傑作之一」，且「贏得許多紐約人票選為城市最具代表性且受喜愛的摩天大樓」。 《Frommer's》則稱克萊斯勒大廈為「有史以來最令人印象深刻的裝飾藝術建築之一」。 《Insight Guides》2016年版認為該建築是紐約「最美麗」的建築之一。 其獨特的輪廓啟發了全球多座摩天大樓的設計靈感，包括費城的自由廣場一號、芝加哥慎行广场二号大厦、以及杜拜的卡齊姆塔。 此外，內華達州天堂市的紐約紐約飯店及賭場中設有一棟名為「克萊斯勒塔」的建築， 該塔為克萊斯勒大廈的複製品，高約35或40層。 飯店內部部分設計也參考克萊斯勒大廈的裝潢風格。

### 流行文化
雖然克萊斯勒大廈出現在多部以紐約為背景的電影中，但它幾乎從未成為主要場景，促使建築師兼作家詹姆斯·桑德斯幽默地稱它應該獲得「最佳配角摩天樓獎」。 該建築原本計畫於1933年電影《金剛》中登場，但製作方最終選擇以帝國大廈作為核心場景，克萊斯勒大廈僅在片尾短暫露面。
克萊斯勒大廈曾作為背景出現在1978年電影《新绿野仙踪》、1982年電影《Q-有翼巨蛇》多處場景、1987年電影《The Shadow of the Witness》片頭，以及1996年《ID4星際終結者》、1998年《絕世天劫》、1998年《末日救未來》、1998年《酷斯拉》和2001年《人工智慧》中災難場景及畫面。 此外，該建築亦出現在2002年《蜘蛛人》、2007年《驚奇4超人：銀色衝浪手現身》、2002年《貼身情人》、2010年《魔法師的學徒》、2012年《復仇者聯盟》以及2012年《MIB星際戰警3》。
該建築在音樂劇《安妮》中歌曲《生活艱苦的日子》裡被提及， 也是Square Enix旗下遊戲《寄生前夜》的結局場景。 此外，電視劇《慾望城市》開場片段也有克萊斯勒大廈出現。
1929年12月，沃爾特·克萊斯勒聘請了瑪格麗特·伯克-懷特從約400英尺（120）高的腳手架上拍攝宣傳照片。 她深受此新建築啟發，尤其被大樓上突出的鷹頭雕塑吸引。 據報導，伯克-懷特希望在拍攝期間住在大樓內，但唯一可入住者為清潔工，因此她改與時代公司共租攝影工作室。 1930年，她的多張照片刊載於新創的《財富》雜誌摩天樓特別報導中。 伯克-懷特在61樓的攝影工作室由約翰·瓦索斯設計，直至1934年被迫搬離。 同年，她的伴侶奧斯卡·格勞布納拍攝了著名照片《Margaret Bourke-White atop the Chrysler Building》，描繪她坐在61樓鷹型裝飾上拍攝城市天際線。 1998年10月5日，佳士得拍賣行以9.6萬美元拍賣此照片。
克萊斯勒大廈也成為其他攝影作品的主題。1931年1月，經典藝術協會（Society of Beaux-Arts）舉辦舞會，六位建築師（含范·阿倫）穿著模仿自己設計建築的服裝合影。 1991年，攝影師安妮·萊博維茲拍攝舞者大衛·帕森斯在大樓頂層突出邊緣休憩的照片。

### 書籍
- Bascomb, Neal. . Broadway Books. 2004. ISBN 978-0-7679-1268-6.
- Binder, Georges. . Council of Tall Buildings in Urban Habitats. 2006. ISBN 978-1-86470-173-9.
- Cobb, Harold M. . Asm Handbook. ASM International. 2010. ISBN 978-1-61503-011-8.
- (PDF) (报告). New York City Landmarks Preservation Commission. September 12, 1978. （原始内容存档 (PDF)于March 3, 2016）.
- (PDF) (报告). New York City Landmarks Preservation Commission. September 12, 1978. （原始内容存档 (PDF)于August 9, 2016）.
- Curcio, Vincent. . Automotive History and Personalities. Oxford University Press. 2001. ISBN 978-0-19-514705-6.
- Douglas, G.H. . McFarland. 2004. ISBN 978-0-7864-2030-8.
- Hart, M.T. . Fodor's. 2009. ISBN 978-1-4000-0837-7.
- Kayden, Jerold S.; The Municipal Art Society of New York. . Wiley. 2000. ISBN 978-0-471-36257-9.
- Kingston, G.C. . McFarland, Incorporated, Publishers. 2017. ISBN 978-1-4766-6847-5.
- Miller, Donald L. . Simon & Schuster. 2015. ISBN 978-1-4165-5020-4.
- Murchison, Kenneth M. . The American Architect. Vol. 138. September 1930: 24–33, 78.
- Nash, E.; McGrath, N. . Princeton Architectural Press. 1999: 63. ISBN 978-1-56898-181-9.
- Rasenberger, Jim. . HarperCollins. 2009. ISBN 978-0-06-174675-8.
- Reynolds, Donald. . New York: J. Wiley. 1994. ISBN 978-0-471-01439-3. OCLC 45730295.
- Robins, Anthony W. . Excelsior Editions. State University of New York Press. 2017. ISBN 978-1-4384-6396-4. OCLC 953576510.
- Stravitz, David. . Princeton Architectural Press. 2002. ISBN 1-56898-354-9.
- Tauranac, John. . Scribner. 2014. ISBN 978-0-684-19678-7.
- Willis, Carol; Friedman, Donald. . W.W. Norton. 1998. ISBN 978-0-393-73030-2.

## 外部連結
- 官方网站
- 克萊斯勒大廈 - 漢世界網站上的頁面
- 克萊斯勒大廈 - 摩天大樓中心（Skyscraper Center）網站上的頁面
- 鐵師門官方網站
- 克萊斯勒大廈的故事 （页面存档备份，存于） – CBS Forum （页面存档备份，存于）
- 紐約建築圖片集：克萊斯勒大廈（页面存档备份，存于）

| 紀錄                | 紀錄                         | 紀錄              |
| ------------------- | ---------------------------- | ----------------- |
| 前任者： 艾菲爾鐵塔 | 世界最高建造物 1930年—1931年 | 繼任者： 帝國大廈 |
| 前任者： 川普大樓   | 世界最高建築物 1930年—1931年 | 繼任者： 帝國大廈 |
| 前任者： 川普大樓   | 美國最高建築物 1930年—1931年 | 繼任者： 帝國大廈 |